# Hein-Köllisch-Platz
Der Hein-Köllisch-Platz befindet sich im Hamburger Stadtteil Hamburg-St. Pauli zwischen der Langen Straße und der Silbersacktwiete nahe der St.-Pauli-Kirche.

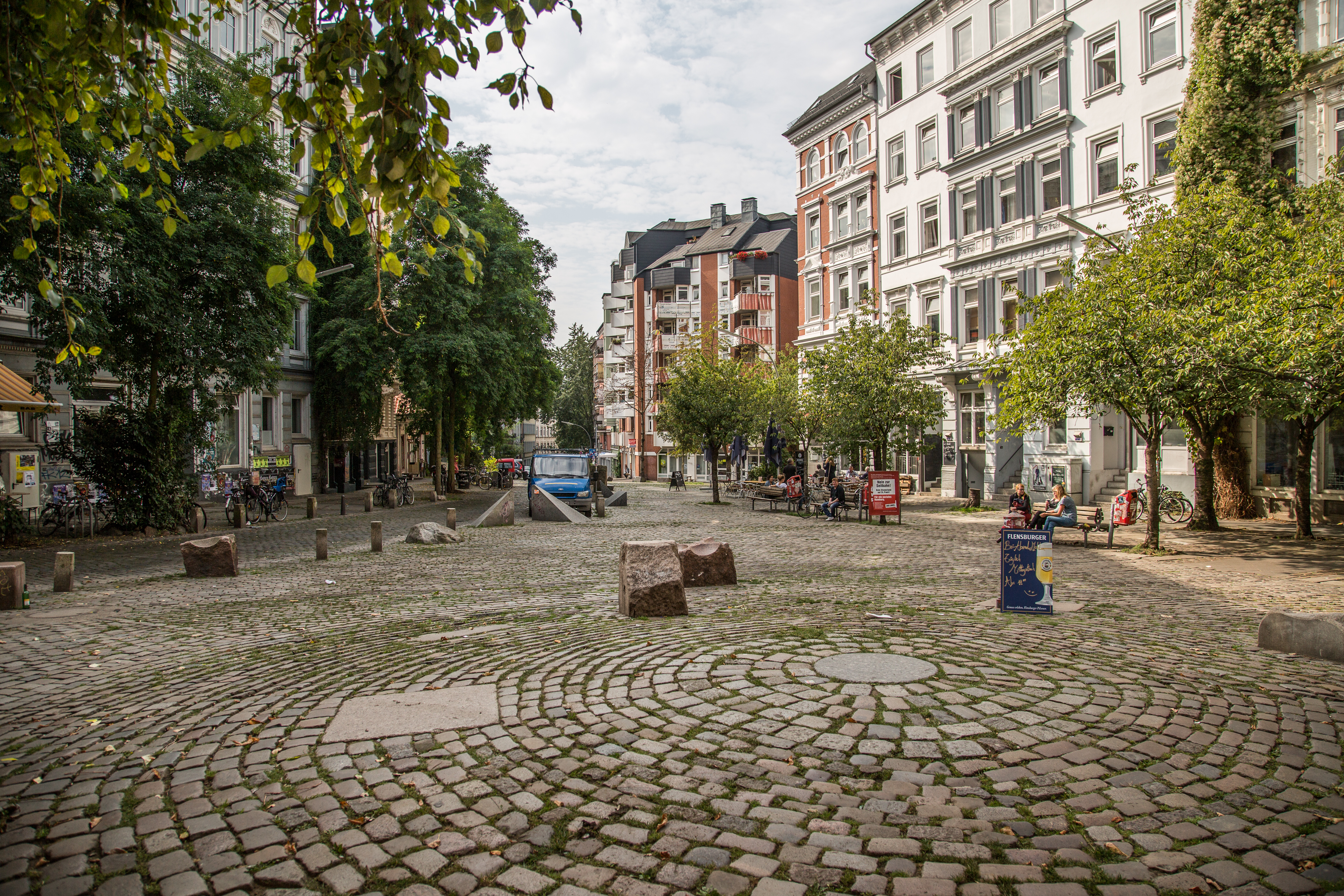
Blick nach Westen
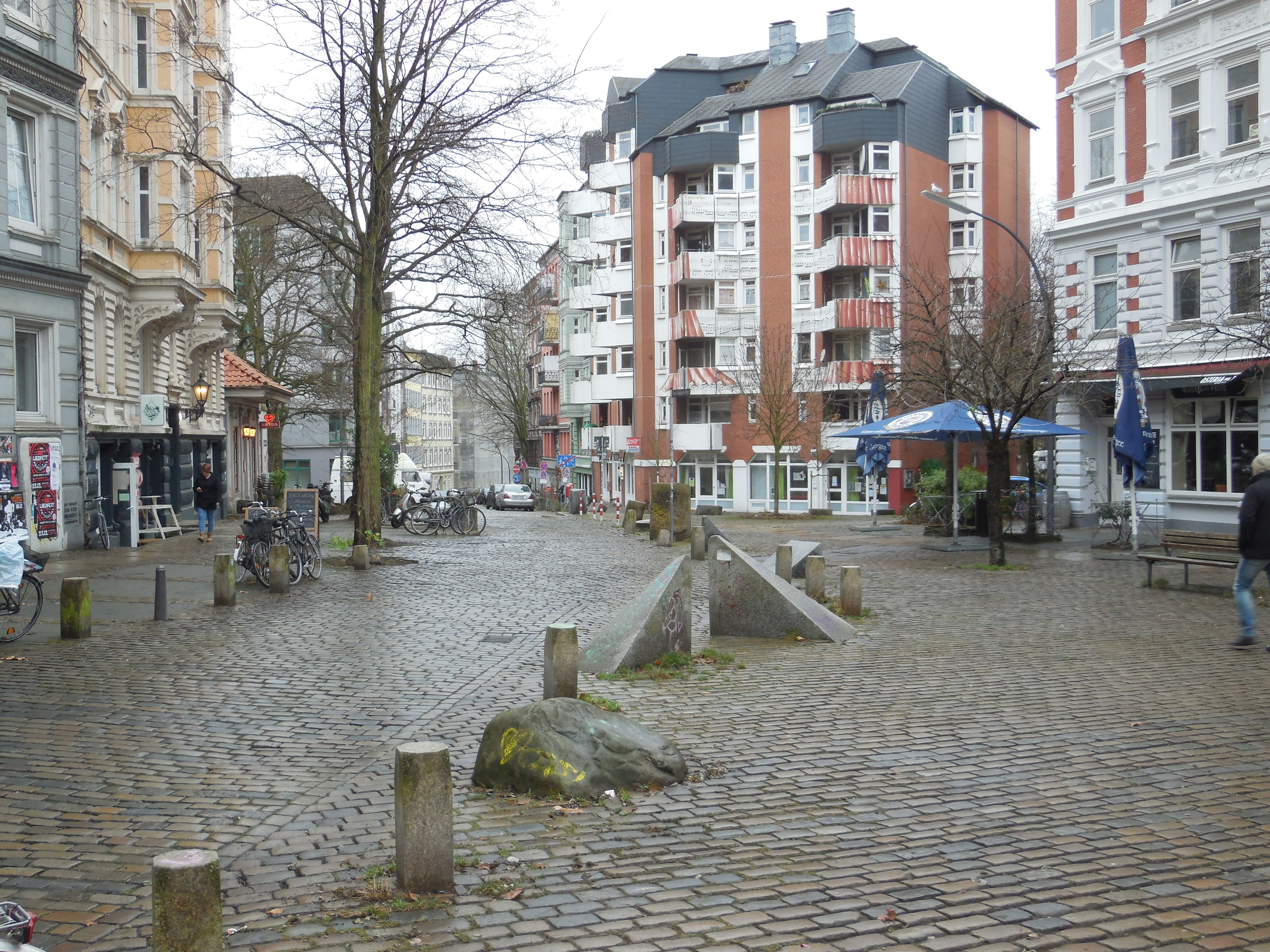
Blick nach Westen
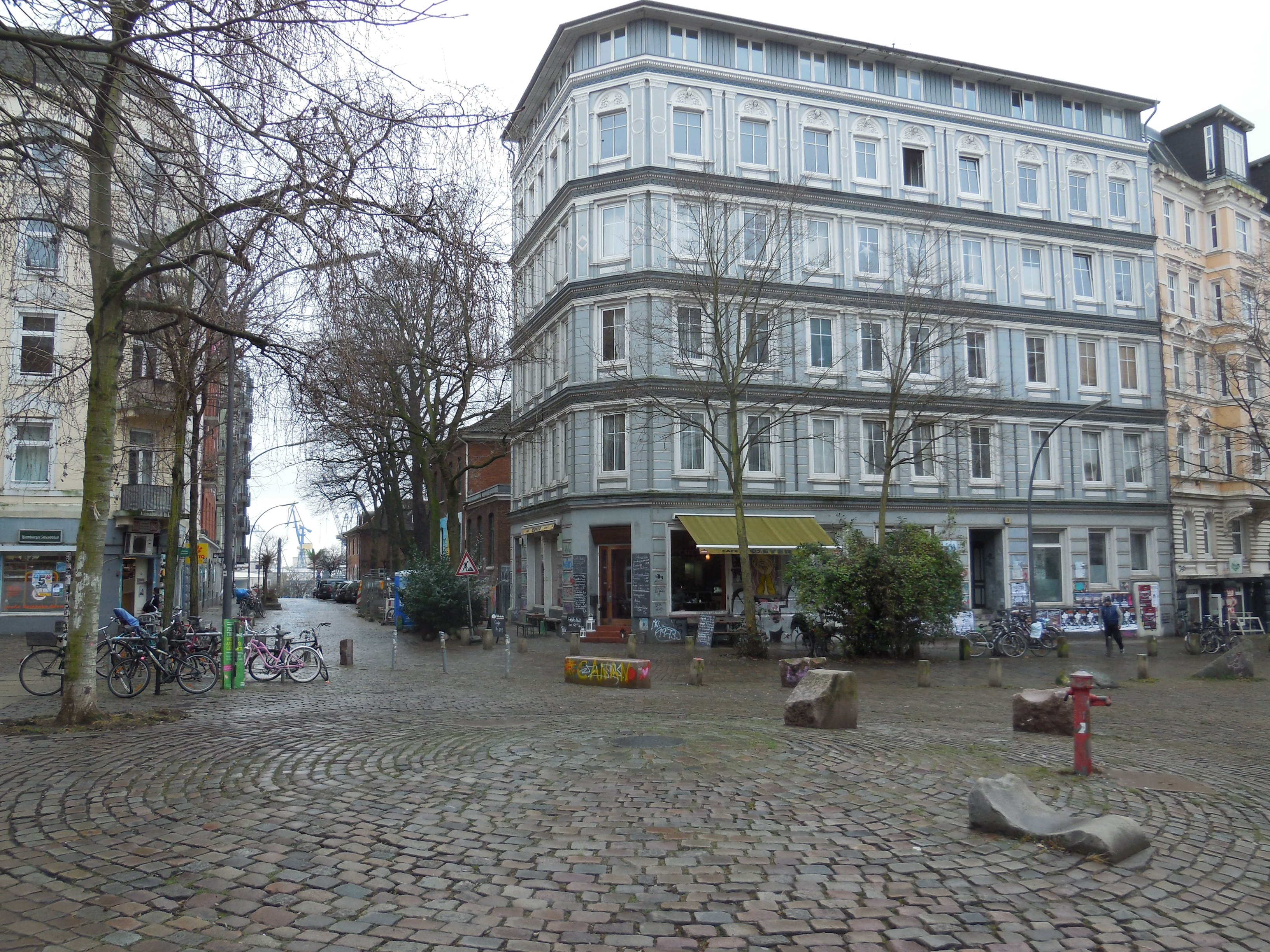
Blick Richtung Hafen
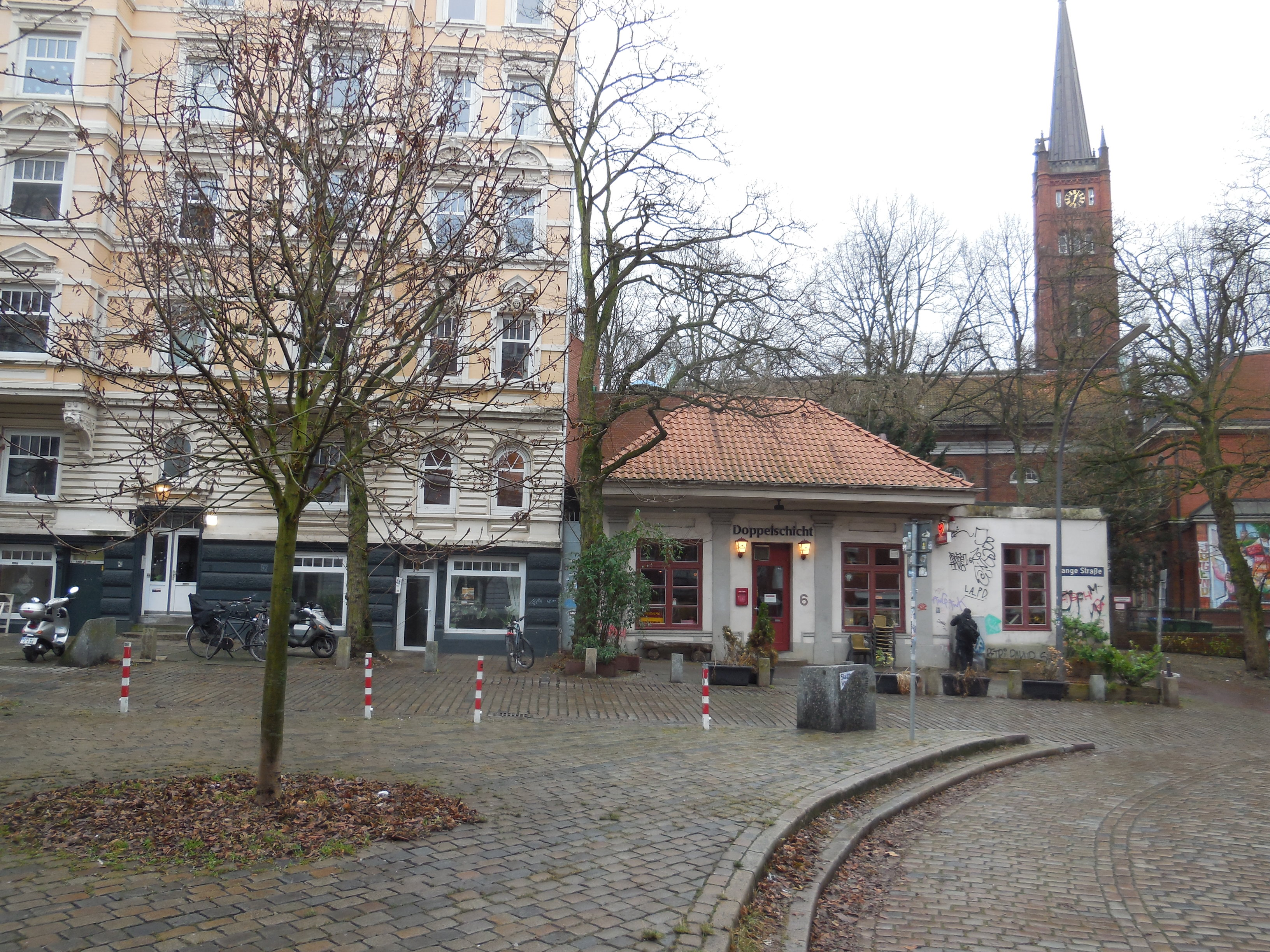
Blick auf Pfarrkirche St. Pauli
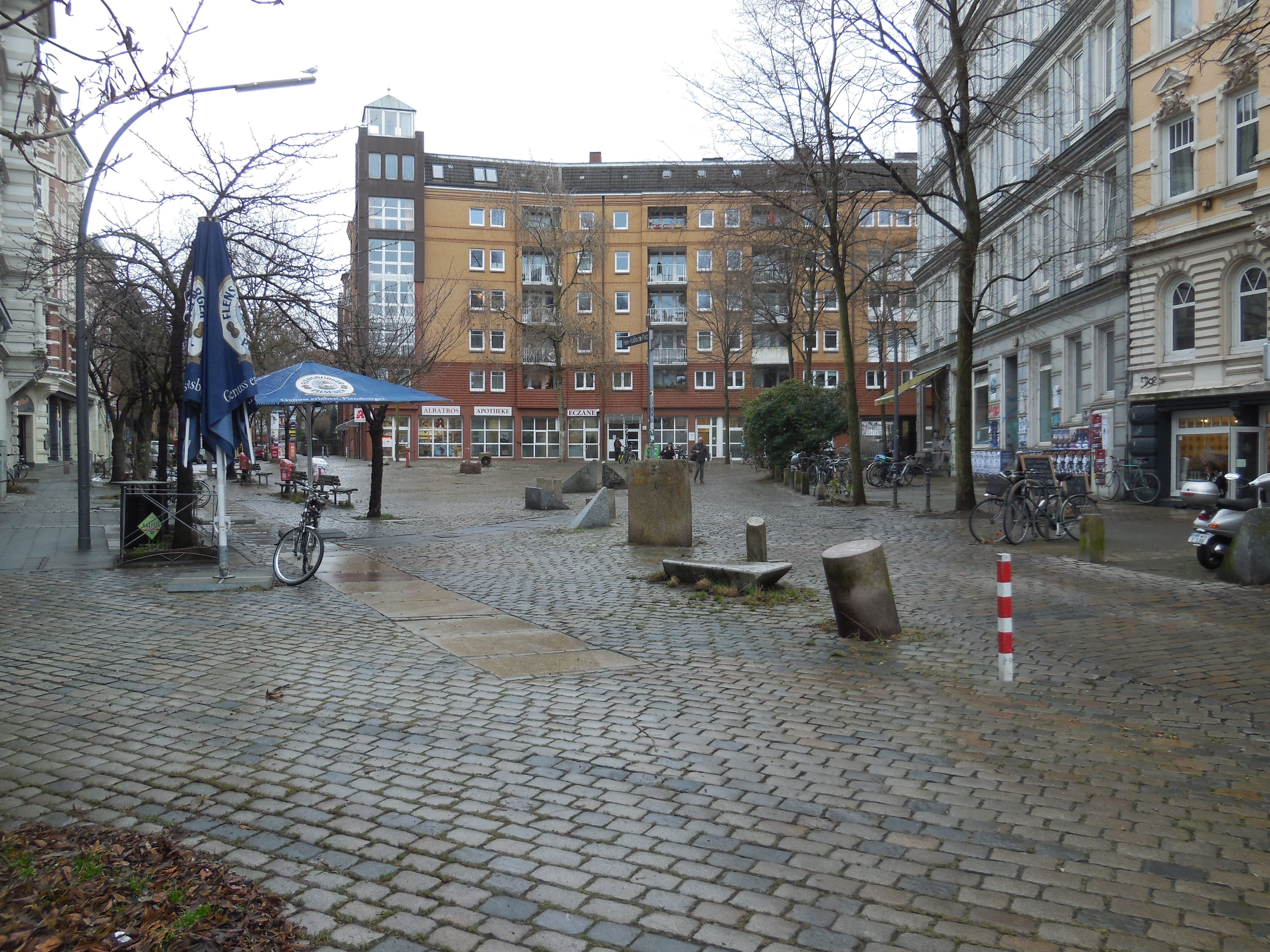
Blick nach Osten

Der Platz hieß ursprünglich Pauls-Platz und wurde 1949 umbenannt  nach dem  plattdeutschen Humoristen und Liedtexter Hein Köllisch, der hier aufwuchs und lebte.
Ein Teil der angrenzenden Gebäude ist als zugehörig zum „Ensemble Hein-Köllisch-Platz“ denkmalgeschützt.